# Vespicula cypho
Vespicula cypho är en fiskart som först beskrevs av Fowler, 1938.  Vespicula cypho ingår i släktet Vespicula och familjen Tetrarogidae. Inga underarter finns listade i Catalogue of Life.